# Qualcosa, là fuori
Qualcosa, là fuori è un romanzo distopico del 2016 dello scrittore e giornalista Bruno Arpaia, pubblicato dalla casa editrice Guanda.

## Trama
Livio Delmastro è nato a Napoli dopo il 2000, da giovane è stato un militante ambientalista in seguito al mancato rispetto degli Accordi di Parigi, portandolo a scegliere un ecologismo radicale che lasciasse un segno nella società. Delmastro assiste poi ai tanti finti proclama dei governi sul cercare di porre un rimedio al riscaldamento globale e all'inquinamento, mentre lui si iscrive a medicina, appassionandosi ai meccanismi del cervello umano, specializzandosi poi al SISSA di Trieste. Iniziano i primi eventi meteorologici estremi e ondate di profughi verso i paesi più ricchi. Conosce poi Leila, studentessa di fisica figlia di profughi siriani, che poi andrà al CERN di Ginevra e con la quale vivrà una relazione sentimentale. Entrambi, nel pieno del loro successo negli studi, vincono una borsa di post-dottorato all'università di Stanford, in California, trasferendovicisi nel 2038 come una famiglia felice, qui Livio insegnerà neuroscienze. Il romanzo riprende poi gli eventi quarant'anni dopo, nel 2078, quando l'intero pianeta è stravolto e ridotto ad un deserto: i fiumi e le foreste sono scomparsi, come previsto dai "catastrofisti" un secolo prima. Delmastro è anziano ed è tornato a vivere a Napoli da più di vent'anni, da sedici senza più sua moglie e suo figlio. Non esistono più autorità statuali poiché ormai regna solo la legge del più forte verso chi è rimasto, le città sono state in larga parte abbandonate e chi se n'è andato, ha cercato di raggiungere la Scandinavia, ultimo lembo di Stato propriamente detto vicino al Circolo polare artico, ora dal clima mite e temperato, unica regione abitabile e inaccessibile. Livio decide quindi di ripartire, armato, con guide ed esploratori, per l'ultimo viaggio della sua esistenza, quello della salvezza verso la penisola scandinava come migrante ambientale e come lui decine di migliaia di persone.